# Kiwa (zoologia)
Kiwa Macpherson, Jones & Segonzac, 2005 è un genere di crostacei, l'unico noto della famiglia Kiwaidae. Le specie appartenenti a tale genere vengono comunemente indicate col soprannome di granchio yeti, in riferimento all'omonima figura mitologica.

## Tassonomia
Comprende 3 specie:
- Kiwa hirsuta Macpherson, Jones & Segonzac, 2005
- Kiwa puravida Thurber, Jones & Schnabel, 2011
- Kiwa tyleri Thatje, Marsh, Roterman, Mavrogortdato & Linse, 2015